# 天下一武道会
天下一武道会（てんかいちぶどうかい）は、鳥山明の漫画『ドラゴンボール』およびそれを原作とするアニメに登場する架空の格闘大会。

## 概要
開催日は5月7日。開催会場は南国パパイヤ島の武道寺。原作では予選から決勝まですべてのスケジュールを1日で消化するが、アニメでは第21回、第22回大会は数日間かけて開催された。
優勝賞金は、第21回から第23回までは50万ゼニーだったが、第25回までには1000万ゼニーとなり、大幅に上がっていた。なお2位は500万ゼニー、3位は300万ゼニー、4位は200万ゼニー、5位は100万ゼニーとなり、少年の部優勝は1000万ゼニー、準優勝は500万ゼニーとなっている。第25回以降のスポンサーはミスター・サタン。
会場の外には出店などがありお祭りのような雰囲気として設定している。また、武舞台の三方を取り囲むように設けられた観客席は毎回のように満員となっている。
ナムやチャパ王のように遠方から足を運ぶ選手もおり、作中では著名な3つの武道大会の中でも、特にハイレベルな大会である。

## 歴史
エイジ650、5月7日に第1回大会が開催。会場となっている寺院で昔から行われていた祭りが起源。
第21回大会までは5年に1度の開催だったが、参加人数の増加を理由に第22回大会以後は3年に1度の開催に増加したものの、次の第23回大会以降、しばらく開催されない時期があった。また第24回大会から第25回大会までも7年の空白が存在していたが、第26回大会以降は本来の3年に1度の開催に戻っている。いずれも開催していなかった理由は明らかにされていない。
悟空たちが初参加した第21回大会までは5年に一度の開催であったため、第21回大会でちょうど百年を迎えた。
第24回大会以降、「少年の部」と「オトナの部」に分かれたが、第28回大会までに廃止された。

## 会場
パパイヤ島にある、武道寺の中で世界最大の規模を誇る武道寺。会場は武道寺の境内にある。第23回までの会場は、武舞台のほか、選手控え室のある本館・予選会場の競武館・医務室・食堂などがある。
第23回大会の悟空対ピッコロの戦いにより会場が町ごと破壊されてしまったため、第24回以降は以前より広い規模の武道寺が新たに建設された。新たな会場では、広い観客席を有する武舞台、建物に囲まれた予選会が行われる場所、抽選会を行う広場、敷地内の駐車場などが建設された。天下一武道会会場のあるパパイヤ島はバリ島がモデルになっている。
鳥山明はデザイン的に気に入っている建物の3位に天下一武道会会場を挙げており、「決して好きではないけど、描くのがすごく大変だったので」と語っている。
武舞台は第24回大会までは正面の壁と一体となっていたが、第25回大会からは正面の壁から離れる形となった。

## ルール
競技形式は予選と本戦に分かれていて、予選の参加人数には制限がないが、本戦に出場できるのはその中から勝ち残った8名のみである。本戦出場者を決める予選の試合は出場者を4ブロックに分け、競武館という場所の中で関係者と出場選手のみだけで行い、各ブロックで勝ち残った2名が本戦出場者として出場できる。一般の観客は競武館の中に立ち入り禁止のため、この予選試合の観戦はできない。
第24回大会以降ではパンチングマシンによる数値で本戦進出者を決定しており、本戦進出者も16名に。原作終了直前の第28回大会では本戦進出者が12名でそれに勝ち残ったチャンピオンが「スーパーチャンピオン」のミスター・サタンと戦い優勝を決定する方式になっていた。本戦は武舞台（ぶぶたい）と呼ばれる屋外に設けられた四角形の舞台上で行われる。
第21回大会までは予選のみ1分の制限時間があったが、第22回大会からは予選・本戦ともに制限時間なしの一本勝負となったものの、その後本戦にも30分の制限時間ができる。
予選での負けの判定は、競技台から落ちたり気絶したりした場合および降参したり泣いたりした場合となっている。本戦では片方が武舞台から落ちた場合、10カウントダウンを喫した場合、降参した場合に負けと判定する。なお、本戦においては気絶はダウンとみなされるため、10カウント以内に意識を取り戻して立ち上がることができれば負けとはならない。また、気絶ではなく試合中に眠ってしまった場合もダウンとみなされる。また、以上の他に重傷などの理由で審判により試合続行が不可能と判断された場合も負けとなる。
場外の定義は武舞台以外の箇所に身体の一部がついてしまった場合とされているため、逆に言えば身体が武舞台の真上から大きく離れても接地しない限りは場外とはみなされず、何らかの方法で飛行する手段を持つ選手はこれを利用して場外負けを回避することが可能となっている。ただし第23回大会まで競技台と接地していた門や壁、柱や武舞台の側面も武舞台の一部とみなされていたため、これを利用しての三角飛びや、こちらの壁に叩きつけられた場合、地面に接地していない状態で武舞台の側面に接触した場合などは場外負けとはならない。これに近い例として、予選においては競武館の天井を蹴っての急降下なども認められる。また、基本的に想定されていないケースではあるが、武舞台が物理的に消滅した場合は、かつて武舞台があった場所に落ちても場外負けとみなされている。ただし武舞台が存在したことが明確に確認できるようであれば、これを武舞台とみなす。さらに特殊な例として第21回決勝戦にて悟空が大猿に変身し暴れた際に明らかに場外に出ているが、これも悟空自身の意志が一切介在しない完全なアクシデントとして処理され、場外の判定は行われていない。ただし大猿化解除後の昏睡状態はダウンとして扱われた。
降参については「まいった」と言った場合と作中で説明されているが、試合中に「まいった」と発言しても文脈から降参の意図を持たないと判断される場合は降参とはみなされない模様。また、降参の意図があった場合も「まいった」と言い切る前に途中で中断した場合は無効となる。
相打ちなどで両者が同時にノックダウンした際、両者とも10カウント以内に立ち上がることができなかった場合は、先に立ち上がり、にこやかに規定の文言にて勝利宣言した方を勝ちとする。これは厳密に判定され、ほんの1文字でも規定の文言を言い切れなかった場合は勝利とは認められない。決勝戦では「優勝したもんねー」と宣言することが求められる。決勝戦以外での文言は不明。

### 禁則行為
- 相手を殺すこと[注 16]、武器や道具の使用、プロテクターやヘルメットの装備は一切禁止であり、行った時点で即失格となる。そのため、ランチが賞金目当てで出ようと思ったことがあるが、ウミガメに武器使用は反則だからと止められたことがある。また、第25回大会では、このルールのため悟飯はグレートサイヤマンのヘルメットを被っておらず、ベジータも第28回も含めてプロテクターは付けていない。第23回で桃白白が刃物使用で記録上は適用されているが、実際には試合が続いている。判断は審判の裁量に委ねられ、直接相手に危害を与えないものや場外転落を妨げない道具の使用については失格にならない場合もある[注 17]。
- 目潰しや急所攻撃（金的）は反則で、その箇所に偶然当たった場合はダウンカウントは取られない。故意に当てた場合の詳しいペナルティは不明。
- 1人の対戦相手に対し、複数人数で挑むのは禁止。第23回で神様がピッコロの攻撃から悟空をかばった際は、判定など行っても無意味な状況ではあったが、特に反則の判定は行われていない。
- これらは未遂であれば反則とはされず、第21回大会で悟空がジャッキー・チュンを目潰しであるジャン拳のチョキで攻撃しようとした際は受け止められたために特に罰則は受けていない。また、第22回大会で男狼がナイフを取り出した時点では「凶器の使用は反則になる」と警告されただけで、直ちに反則負けとはならなかった。

### その他
- 出場選手が希望する場合、食事が出される。作中では代金を支払っていたり、請求されるような場面はない。アニメでは有料であり、トランクスと悟天が無銭飲食して食堂の従業員から追いかけられるシーンがある。
- 過去の大会の出場選手のデータは、名簿として長期間保存されている。ただし偽名やリングネームといった本名以外の名前を名乗っての出場や覆面やサングラスなどのような素顔を隠すコスチュームの着用なども認められ、必ずしも素性を明らかにする必要はない。また、選手自身が希望すれば匿名での出場も可能である。

## 原作およびアニメ該当部位

### 歴代大会
| 回     | 年        | 年         | 参加 人数 | 優勝                         | 準優勝                 | ベスト4                     | ベスト8                                   | 予選落ち                                | 備考                          |
| ------ | --------- | ---------- | --------- | ---------------------------- | ---------------------- | --------------------------- | ----------------------------------------- | --------------------------------------- | ----------------------------- |
| 第21回 | エイジ750 | エイジ750  | 137名     | ジャッキー・チュン（亀仙人） | 孫悟空                 | クリリン ナム               | バクテリアン ヤムチャ ランファン ギラン   | 多林寺の先輩 獅子牙流の拳法家 他多数    | [ 注 18 ] [ 注 19 ] [ 注 20 ] |
| 第22回 | エイジ753 | エイジ753  | 182名     | 天津飯                       | 孫悟空                 | ジャッキー・チュン クリリン | ヤムチャ 男狼 餃子 パンプット             | チャパ王 ナム（アニメのみ） 他多数      | [ 注 18 ] [ 注 21 ] [ 注 22 ] |
| 第23回 | エイジ756 | エイジ756  | 72名      | 孫悟空                       | マジュニア（ピッコロ） | 天津飯 シェン（神様）       | 桃白白 匿名希望（チチ） クリリン ヤムチャ | 餃子 覆面（ヤジロベー） チャパ王 他多数 | [ 注 18 ] [ 注 23 ]           |
| 第24回 | エイジ767 | 少年の部   | 不明      | ビーデル                     | 不明                   | 不明                        | 不明                                      | 不明                                    |                               |
| 第24回 | エイジ767 | オトナの部 | 不明      | ミスター・サタン             | ジュエール             | プンター                    | 不明                                      | 不明                                    |                               |
| 第25回 | エイジ774 | 少年の部   | 35名      | トランクス                   | 孫悟天                 | 不明                        | 不明                                      | 予選なし                                |                               |
| 第25回 | エイジ774 | オトナの部 | 194名     | ミスター・サタン             | 18号（人造人間18号）   | ジュエール キーラ           | クリリン シン(界王神) スポポビッチ        | 多数                                    | [ 注 24 ] [ 注 25 ]           |
| 第26回 | エイジ778 | エイジ778  | 不明      | ミスター・サタン             | ミスター・ブウ         | 不明                        | 不明                                      | 不明                                    | [ 注 26 ]                     |
| 第27回 | エイジ781 | エイジ781  | 不明      | ミスター・サタン             | ミスター・ブウ         | 不明                        | 不明                                      | 不明                                    | [ 注 26 ]                     |
| 第28回 | エイジ784 | エイジ784  | 114名     | 不明                         | 不明                   | 不明                        | 不明                                      | 多数                                    | [ 注 27 ]                     |

※第24回と第25回は少年の部とオトナの部に分かれていた。
※第25回は本戦出場して1回戦を勝利してその後で会場から退場して失格扱いとなった3人をベスト8。1回戦敗退者と1回戦も戦わずに会場から退場して失格となった選手はベスト16。トランクスと孫悟天の合体変装によるマイティマスクはそもそも試合出場資格がなく失格扱いとなったため、最初から試合に出場していないものとしてベスト16とする。
※その他本編に登場しない回（第20回大会以前）において、アックマンが2度、チャパ王が1度優勝していることが明らかになっている。

### 関連人物
アナウンサー
声 - 内海賢二（無印、ゲーム『天下一大冒険』、『レイジングブラストシリーズ』）、鈴置洋孝（Z、『Ultimate Battle 22』〜『インフィニットワールド』までのゲーム）、岸野幸正（GT）、大友龍三郎（ゲーム『Sparking!METEOR』、『バーストリミット』）、西脇保（超コラボスペシャル!、改、ゲーム『カカロット』）
本名不明のアナウンサー。媒体によっては「司会者」「審判」とも表記される。悟空たちが天下一武道会に初出場した第21回大会から登場し、連載終了直前の第28回大会まで、ずっとリングアナをしている。登場するごとに加齢などで顔立ちは若干変化しており、第23回大会からは口ひげを生やすようになったが、スーツ姿にサングラスという風貌は一貫している。マイクを片時も離さず、何が起ころうとも決して会場から逃げないプロ根性を持つ。審判も兼務しているが、勝敗確認のために小型ジェット機を持ち出して追いかけたり、どんな危険な人物であろうと恐怖することなく全員を公平に裁くなど、こちらでもかなりのプロフェッショナルぶりを発揮している。なお、第21回天下一武道会ではアナウンサー以外に審判（声：田中亮一）がいたが、途中からアナウンサーが審判も兼務するようになった理由について鳥山明は「人件費の削減だったのでは」と発言している。ピッコロ大魔王編では、タンバリンに襲われて負傷し、クリリンの死を最初に目撃した。3年後、クリリンが生き返って再び現れたときは仰天し、念仏を唱えた。
多少ながらくじ引きの点呼で選手名を読み違える場面があり、第21回では孫悟空を「まごごそら」と読み、ヤムチャに指摘されて赤面。第22回では餃子を「ギョウザと読むのかな？」と聞き、本人から指摘され、男狼を「狼男」と読んで当人に非難された。
長い間天下一武道会が開かれず、武道のレベルが大幅に低下し、一般人に気功波や舞空術などが「トリック」だと思われるようになった時代（セル編以降）においてもその存在を覚えていたり、セルを倒したのがミスター・サタンではなく悟空たちだと見抜いていた数少ない地球人。そのためサタンが口先だけでたいして強くないことも知っている。魔人ブウ編においても、ピッコロ大魔王の存在を覚えており、第25回大会に出場したピッコロに対し、「今回は会場を壊さないでくださいね」と釘を刺している。悟空たちが出場しなくなった後、出場者のレベルの低下が著しく退屈極まりない大会であったと述べており、魔人ブウ編での出場には心から喜ぶ様子を見せた。
アニメでは少年の部のトランクスたちに「悟空が貴方たちくらいの頃から大会を見守ってきた」と感慨深げに語った。
『ドラゴンボールGT』でも登場し、100年後の天下一武道会では銀色の髪にサングラスをかけた彼に似た人物がアナウンサーを行なっていた。
ゲーム『カカロット』では、実は本職は武道寺の僧であることが明かされている。また同作では天下一武道会に使われる会場は神聖なものであり、天下一武道会以外の大会で使わせるわけにはいかないと発言している。一方、悟空らが身内で開催した武道会には自分から実況を買って出ている。DLC「波乱の天下一武道会」では試合中はバトル状況に応じて彼の実況が聞ける。悟空とマジュニアの闘いの後は天下一武道会会場の再建に取り掛かるも、鶴仙人と桃白白に費用と参加者名簿を奪われて途方に暮れていた。しかし悟空によって解決され、その際に渡しそびれていた優勝賞金を渡そうとしたが、悟空が辞退したためにその賞金は会場の再建費用に使われることになった。

係員
声 - 幸野善之、石川英郎 他（Z）、麻生智久、根本幸多 他（改）
出場受付や会場の整備などの仕事を執り行う僧侶たち（アニメのエンディングクレジットではこちらの表記もある）。オレンジ色の袈裟に帽子を被っている。基本は男性で、細身に眼鏡をかけている者や、恰幅のいい人物など種類は様々。魔人ブウ騒動の際はピッコロらを探すバビディに名前を教えるが、住所を伝えなかったために爆殺された者もいる。

武道寺館長

犬の顔をしており、第21回天下一武道会の本戦開始前に「わん」と一言挨拶をした。また、悟空が試合中に筋斗雲を使用した際にアナウンサーと協議している。

#### 第21回大会
バクテリアン
声 - 田中康郎（無印第20話 - 第21話）、玄田哲章（ゲーム『ドラゴンボールDS』）
生まれてから一度も入浴したことがなく、体から殺人的な悪臭を放っているため、出場している選手（中でも犬のように鼻が利く悟空には思いのほかきつかった）やアナウンサーはもちろんのこと、距離を置いた観客までもが思わず鼻をつまんでしまう。体にはハエがたかり、アニメでは歯も真っ黄色。素かしっ屁やタンなど、下品な攻撃を仕掛けてくる。その攻撃スタイルはヤムチャいわく「おそろしい怪力の持ち主」「相手の手を使えなくして攻撃にうつる」。1回戦でクリリンと対戦して苦しめるが、悟空から鼻がないから匂いを感じないと指摘されたことでクリリンが立ち直り、止めの放屁で気絶させられ逆転負けする。アニメでは試合後、僧侶たちが武舞台を消毒していた。
身長210cm、体重196kg。住所WWS87754F。職業はコック。趣味はハエの調教。嫌いなものは鼻の無いやつ。得意技は鼻ツン攻撃。
アニメではタンバリンに電流で殺されたが、後にドラゴンボールで生き返った。
名前の由来は「バクテリア」だが、鳥山は後に「バクテリアに悪いことをしてしまった」と語っている。
バクテリアンとクリリンの試合は鳥山明が選ぶ「好きなバトルベスト5」の4位に選ばれており、「シリアスな闘いより、こういうバカバカしい闘いのほうがずっと好き」と語っている。

ナム
声 - 塩沢兼人（無印）、竹本英史（ゲーム『Sparking!METEOR』以降のゲーム作品）
仏教徒の僧侶武道家で、インドの苦行僧のような衣装にターバンを被っている。褐色の肌と額にある大仏のように大きなホクロが特徴。賞金で水不足の村を救うため、第21回天下一武道会に参加した。準決勝で悟空と対決し善戦するが、得意技の天空×字拳の弱点を突かれ敗北する。優勝はできず、すぐに帰ろうとしたが、事情を察していた亀仙人から武道会場付近は水が豊富にあると知らされ、渡されたポイホイカプセルでタダで大量に持ち帰ることができた。またその際援助をしてくれた亀仙人への礼として、ジャッキー・チュンの正体に気付きかけていたヤムチャを誤魔化すため亀仙人に変装した。ピッコロ大魔王編ではタンバリンに殺害されるが、ドラゴンボールにより蘇った。かかしのかっこうで空高く飛び上がり、空中からクロスチョップの状態で相手目掛けて降下する「天空×（ペケ）字拳」と、相手の後頭部に手刀を浴びせる「修羅激烈拳」が必殺技。
10歳年下のアミ、16歳年下のダブという2人の弟がいる。エイジ721生まれ。住所SAM 275508S。身長182cm、体重68kg。職業は農業。趣味は働くこと。嫌いなものはなまけもの。
純情で色気に弱く女性に免疫がないため、ランファンのお色気攻撃には大苦戦を強いられた。鳥山いわく「まじめで信心深そうな性格」。
アニメではその後、持ち帰った水がなくなった後の水源確保のため、悟空と共に水源を探すオリジナルエピソードが作られた。その際に筋斗雲に乗っていた。また貧困から解放され、純粋に腕試しとして第22回天下一武道会にも出場したが、予選ブロックの決勝で天津飯に敗れる。『Z』第285話においても、（サタンの呼びかけの後だが）悟空の元気玉に協力した。
ゲーム『カカロット』では貧しい村を支えるために、村で採れる木の実を売って各地で行商をしている。
名前の由来は「南無阿弥陀仏」から。

ランファン
声 - 川浪葉子
女性格闘家。格闘技の腕はそこそこで、お色気作戦で相手を惑わして攻撃を仕掛ける。1回戦ではブリっ子と色気で純真なナムを惑わすが、それが通用しなくなると下着姿になりナムを追い詰めるが、目を閉じて見ないようにしたことで封じられ、結局は敗北した。試合を観戦していたジャッキー・チュンが、ランファンの下着姿を見て下品なセリフを口走ったことで、ヤムチャが「ジャッキー・チュンは亀仙人ではないか」と疑い始めることとなった。
天下一武道会で敗退した後に、5歳年上のトランクスと結婚して主婦になっている。
エイジ726生まれ。身長168cm、体重50kg。住所WWB131348C。趣味は下着集め。嫌いなものはガキ。得意技はセクシーフェイント攻撃。
アニメでは怒ったナムの攻撃に実力で反撃するシーンも描かれたが、軽く受け止められてしまう。また、原作とは異なり悟空も観戦しており、クリリンとの会話から、ランファンがナムに勝てたとしても次の試合で全く勝ち目が無いことを表現している。
アメリカ版では下着姿のシーンがカットされている。
名前の由来は「ランジェリー・ファンデーション」の略。

ギラン
声 - 銀河万丈
怪獣ギランと呼ばれるように怪獣のような風貌をしている暴れ者。2枚の羽で空を飛ぶことができるため、場外負けはないと豪語していた。口から吐き出すゼリー状の体液グルグルガム（本人は体内から吐き出したものであり武器ではないと抗弁した）で相手を縛り付けていたぶったり、騙し討ちや不意打ちといった卑怯な攻撃を得意とする。1回戦での試合ではグルグルガムで悟空の動きを封じたが、尻尾の再生した悟空が自力で引きちぎって脱出し、さらに武舞台の壁を破壊したためその怪力ぶりを見てあっさり降参した。
ピッコロ大魔王編ではタンバリンに襲撃され、グルグルガムで動きを封じようとするも引きちぎられ、腹を横から貫かれて殺されるが、ドラゴンボールにより蘇った。
エイジ717生まれ。身長197cm、体重210kg。住所XBC44735BB。職業は用心棒。趣味は編み物。嫌いなものは毛虫。
アニメでは各地の武道大会で優勝した経験があり、酒場で牛乳を頼むという一面を持つ。また、ナムの村の上流にグルグルガムでダムを作って水不足を引き起こした張本人であり、同じような姿をした荒くれ者の部下（声：佐藤正治、戸谷公次）を束ねている。『Z』第285話においても、悟空の元気玉にナムと共に協力していた。
名は、「ただありがちな怪獣の名前」ということでつけられた。

ジャッキー・チュン
声 - 宮内幸平（無印）、増岡弘（ゲーム『Sparking!シリーズ』、『天下一大冒険』）、石森達幸（ゲーム『アドバンスアドベンチャー』）、佐藤正治（ゲーム『ドラゴンボールヒーローズ』）
第21回天下一武道会と第22回天下一武道会に出場した謎の老人。その正体は弟子たちが優勝して驕らないよう、「世の中上には上がいる」ということを身をもって教えるべく変装して出場した亀仙人。正体がばれないようにサングラスを外して接着剤でカツラを強力に固定したり、鼻が利く悟空にニオイでばれないように香水を使用したりしていた。声やスケベぶりまでは隠すことはできず、第21回ではヤムチャから正体を疑われることになる。
身長165cm、体重44kg。住所NBI8250012B。
名前の由来は「ジャッキー・チェン」をもじったもの。

大男

エポック社発売の玩具『ファイティングヒーロー 天下一武道会之巻』および『熱血天下一武道会』での名前は「ババスキー」。予選で悟空が最初に対戦した、スキンヘッドで口髭を蓄えた大男。悟空に背中を軽く触れられただけでバランスを崩し、場外負けする。

多林寺の先輩

クリリンが修行していた多林寺の先輩で、いつも彼をいじめていた性格の悪い2人組。片方は多林寺ナンバー1で、予選でのクリリンの最初の相手だが、蹴り1発で競武館の壁を破るほど吹き飛ばされ敗れる。『ファイティングヒーロー 天下一武道会之巻』および『熱血天下一武道会』では「上京（シャンキン）」と名前が付いている。
アニメではもう1人が予選でヤムチャに敗れ、酒場での乱闘でギランによって数人の門下生が倒されている。

ボクサー

『ファイティングヒーロー 天下一武道会之巻』および『熱血天下一武道会』での名前は「ジャブ」。悟空が予選で2番目に対戦した選手だが、アゴに飛び蹴りをくらい敗れる。

カンフー男

予選でクリリンと対戦した選手。彼の打たれ強さを見せつけられ、反撃を受ける前に降参する。『ファイティングヒーロー 天下一武道会之巻』および『熱血天下一武道会』では「ブルース・プー」と名前が付いている。

獅子牙流の拳法家

予選ブロック決勝で悟空と対戦した選手。ハイジャンプで攻撃をかわされ、キックで足をすくわれて場外へ投げられる。『ファイティングヒーロー 天下一武道会之巻』および『熱血天下一武道会』では「ミスター北北（ミスターぺぺ）」、スーパーファミコン用ゲーム『ドラゴンボールZ 超悟空伝 -突激編-』では「ランラン老子」と名前が付いている。

ヤワラベアー

名前は『ファイティングヒーロー 天下一武道会之巻』および『熱血天下一武道会』より。狼の姿をした選手で、原作では試合の様子は描かれていないが、アニメではヤムチャと予選ブロック決勝で対戦。ヤムチャの狼牙風風拳に対抗し、自分が本物の狼と凄むが、敗れる。

#### 第22回大会
男狼
声 - 平野正人
拳法三十段のウデ前の持ち主。普段は狼の顔をした動物タイプの地球人だが、月を見ると通常の人間の男に変身する。前大会（第21回）の決勝戦でジャッキー・チュンが月を破壊したために人間になれなくなり、これでは人間の女性と交際できないと彼を恨んでいた。毛深い女性は好みでないため、狼の彼女を見つけようとはしなかった。対をなす狼男のことは下品な奴と思っており、混同されることを非常に嫌う。
その恨みの一念で修行を積み、天下一武道会に出場。予選で敗北した相手が強さを認めるなど一般人レベルではかなりの腕だが、1回戦でジャッキーに挑むも軽くあしらわれ、ナイフを持ち出したが通用せず、終いには犬同然の扱いを受け、観客の笑いものにされた挙句、ジャッキーが外に向かって投げた骨に反応して飛びついたために場外負けをとられ敗北。試合後にジャッキーがクリリンを満月に見立てる催眠術で人間に変身させたため、ジャッキーと和解し、女の子をナンパできると喜んで立ち去っていった。しかし人間の姿も美形ではないため、ジャッキーとクリリンは「どっちにしても女の子にモテない気がする」、「狼の姿の方がマシだったような…」と唖然としていた。
エイジ719生まれ。ピッコロ大魔王編の時点で34歳。身長175cm、体重80kg。住所XS89001JB。趣味はガールハント。嫌いなものは人参。特技は、ものまね。動物園に勤めている。
アニメ版では、前大会で悟空とジャッキーが決勝で対決していた時に観客席で観戦していたことを明かしている。その後、ジャッキーの姿をかたどった板をつけた藁人形をサンドバッグ代わりにしたり、巨木にひたすら正拳突きを加えて折るなどの修行の様子が描かれた。また大会後、タンバリンに殺されて死体を川に流されたが、後にドラゴンボールで生き返っている。その際に男狼の墓の前で悲しそうに手を合わせる女性が描かれていた。
ゲーム『ドラゴンボール改 サイヤ人来襲』では狼の姿で雑魚敵キャラクターとして登場している。同作では上位種に「ウェアウルフ」と「金狼」が登場している。

パンプット
声 - 森功至
自信過剰でパフォーマンスが大好きな武道家。有名な3つの武道大会のうち、天下一武道会以外の2つの大会で優勝し、3冠をかけ第22回天下一武道会に出場してきた。人気・実力共に高いが、あくまでも常識レベルでのものだったため、1回戦で悟空に数秒で敗れた。
アニメでは人気アクション映画に出演したスターという設定。王座の連続防衛記録を塗り替えた直後、試合会場に襲来してきたタンバリンに殺害されたが、その後ドラゴンボールで生き返っている。アニメではキックボクシングの試合で対戦相手のルーク・チョンパを破り20連勝目の勝利を飾った直後にタンバリンが乱入。タンバリンの殺害予告に対して「君が怪我をしたら気の毒だ」と相変わらずの自信家ぶりを見せるが、直後にタンバリンの繰り出した飛び蹴りをまともに食らいコーナーポストに叩きつけられて死亡した。
鳥山は名前の由来を聞かれたとき、名前を聞いてもキャラすら思い出せなかったが、本人いわく「タイ系の名前」。

チャパ王
声 - 柴田秀勝
第22回・第23回天下一武道会において、悟空と予選で対戦した選手。インドの修行僧のような格好をしており、手が八本に見えるほどの速さで拳を繰り出す「八手拳」の使い手。
エイジ710生まれ。ピッコロ大魔王編の時点で43歳。身長185cm、体重82kg。住所SSR249905C。職業は武道家。趣味は技を磨くこと。嫌いなものは負けること。得意技は飛竜拳。4歳年下の妻ルーナと、ピッコロ大魔王編時点で15歳の長男サパ・13歳の長女ペルカ・10歳の次男チャプという3人の子がいる。
作中では二度とも悟空に軽く倒されているが、かつて天下一武道会に出場した際には、対戦相手全員から一度もかすられもせず優勝したほどの実力を持つ。
アニメではタンバリンに殺され、その後ドラゴンボールにより蘇った。また自分の道場を開いており、多数の弟子を抱えていた。
名前の由来はインド料理の「チャパティ」から。

モヒカン刈りの男

名称はテーマソングより。『ドラゴンボール大全集2巻』では「モヒカン男」。ヤムチャが予選で最初に対戦した選手だが、顎への一発で敗れる。

アントン・ザ・グレート
声 - 郷里大輔
名前はアニメより（エンディングクレジットでは「巨人」）。テーマソングでは「口の悪い大男」と呼ばれる。予選でクリリンと戦った巨漢。クリリンを「タコの赤ちゃん」呼ばわりするものの、あっさりと倒される。アニメでヤムチャの説明によると元プロレスの世界チャンピオンであまりにも強すぎて相手がいなくなり、地下プロレスで暴れまわっていた。握力400kg。
劇場版第3作目『ドラゴンボール 摩訶不思議大冒険』では姿形の似た選手がヤムチャに倒されている。

力士

名称はテーマソングおよび『ドラゴンボール大全集3』より。『DRAGONBALL冒険SPECIAL』および『ドラゴンボール大全集2』では「相撲取り」。天津飯が予選で最初に対戦した巨漢の選手。目に見えないほどの手刀4発、蹴り2発で敗れる。アニメでは「脂肪の塊」と挑発した選手を倒したり、ジャッキー・チュンからはやりにくい相手と言われていた。

#### 第23回大会
桃白白（タオパイパイ）
声 - 大塚周夫
かつて名を知らしめた殺し屋で、鶴仙人の弟。サイボーグ化し、かつて瀕死の重傷を負わせた悟空と、鶴仙流を裏切った天津飯と餃子の始末のため、第23回大会に出場。

シェン
声 - 青野武（無印）、島田敏（ゲーム『カカロット』）
マジュニアを封印する目的で第23回天下一武道会に出場するため、神が乗り移った中年男性。普段は飄々としていたが、随所で神の実力を見せ、一回戦で実力を認めたもののヤムチャに勝利。準決勝でマジュニアの「魔封波がえし」によって神ごと瓶に封印されかけるが、直前に神が離脱したことで巻き添えを免れる。マジュニアとの戦いでは人指し指と中指を伸ばした状態で腕を交差して放つ衝撃波などの技を見せていた。
離脱後には乗り移られていた間の記憶が一切残っておらず、混乱した様子を見せることになる。また「シェン」という名は神が登録した際の仮の名前であり、本名であるかは不明。子供がいて、父がこれだけ武術に通じていたのかと思い、見直していた。なお、声は憑依前後で変わっていない。
名前は「神」の中国語読みが由来。悟空はその名前から神龍を連想し、地球の神が憑依していることに気付いた。

匿名希望（とくめいきぼう）
声 - 荘真由美
諸般の事情により、名前を伏せて参加した女性武道家。予選開始前に悟空に声をかけるが、誰だか気付いていないと知り怒り出した。そして第2試合で悟空と対戦、猛攻を仕掛けながら「ずっと待っていたのに、おらをお嫁にもらってくれる約束を忘れたのか」と叫ぶ。クリリンとヤムチャに「ヨメ」の意味を聞いても思い出せない悟空に「おらに勝ったら誰だか教えてやる」と言うが、悟空の拳からの衝撃波で場外に吹き飛ばされ敗北。牛魔王の娘・チチであると正体を明かす。名を聞いて約束を思い出した悟空は、その場で彼女との結婚を宣言した。

ヤジロベー
声 - 田中真弓
覆面をかぶって出場した武道家。順当に予選を勝ち進んでいくが神が乗り移った中年男性・シェンとの本戦出場を賭けた対決で敗れ、シェンの実力を見抜いた。なおこの勝敗はヤジロベーがパンチを繰り出したがシェンが転んで当たらず、起き上がったシェンの後頭部がヤジロベーの顎を直撃し失神させるという傍目に滑稽なものだった。

#### 第25回大会
イダーサ
声 - 沼田祐介（Z第212話 - 第244話）、根本幸多（改）
少年の部に出場。エイジ759生まれの15歳。嫌味な性格であり、第9試合の対戦相手であるトランクスを「弱そうなチビ」と挑発するが、トランクスに「おしゃべりなヤツだ」と言われあっさりと敗れる。
アニメ版では弟や母親と共にバビディにトランクスの住所をばらした犯人となっていた。
名前の由来は、「ダサイ」をもじったもの。鳥山いわく「髪型がカッコよく見えなかったから」。

イコーセ
声 - 沼田祐介（Z）、赤羽根健治（改）
少年の部に出場。エイジ760生まれの14歳。イダーサの弟。兄と同じ性格。第16試合の対戦相手である悟天に殴りかかるが、攻撃を全て受け止められ、「もういいや」の一言と共に顎へのパンチ一発で倒れる。技は「殺人パンチ」（右ストレート）。敗北直後、彼らの母親もチチに一撃で気絶させられる。
アニメ版ではイダーサ共々、試合終了後、母親の手でトレーニングを行われ、少年の部の決勝戦を見られなかった。
名前の由来は「セコイ」をもじったもの。

ウェブリー
少年の部に出場。茶髪を短く刈り込んだ少年。ピョンタットと戦うが、泣いたことで失格。アニメでは試合開始直後に泣き出し、なだめるピョンタットに泣きながらもパンチを当て、気絶させた。
名前の由来は同名のイギリスの拳銃から。

ピョンタット
少年の部に出場。黒髪にボクサーパンツを履いた少年。対戦相手のウェブリーが泣いたため、勝ちを拾う。アニメでは泣いたウェブリーをなだめようとするが、逆に気絶させられる。

カドピー

アニメオリジナルキャラクター。少年の部に出場。両手にボクシンググローブをはめている。第6試合で自分よりも大柄の少年と戦い泣き出すが、そのままパンチを連打し相手を場外に落として勝利する。観戦していたクリリンからは「子供の喧嘩」と呆れていた。

コウリュウ
アニメオリジナルキャラクター。少年の部に出場。力士姿で貫禄のある10歳の少年で、突っ張りで対戦相手をアナウンサーごと場外へ転落させる。

プンター
声 - 荒井聡太（改）
オトナの部に出場。第24回大会では準決勝まで進んだものの、場外負けをした。クリリンの1回戦の相手で、辮髪を結った肥満体の巨漢。巨体に反してなかなかの素早さを持つ（ただし息切れも激しい）。クリリンに対し「10秒もあれば十分だ」と豪語していたが、クリリンの相手ではなくあっさり場外負けを喫した。
殺人本能に火がつくと止められないと本人は語る。

キーラ
声 - 結城比呂（Z第215話 - 第224話）、平井啓二（改）
オトナの部に出場。第24回大会では2回戦負け。バトルロイヤルにてマイティマスク（悟天&トランクス）にサタンを一緒に場外負けにしようと持ちかけるが断られ、マイティマスクのパンチをくらい場外負けとなる。本来なら第7試合でマイティマスクの対戦相手。
アニメではクリリンがプンターを圧倒したのを見て大層驚いていた。
名前の由来は殺し屋を意味するキラーから。

ジュエール
声 - 沼田祐介（Z）、根本幸多（改）
オトナの部に出場。第24回大会にて準優勝の経験がある。美形で女性人気も高い。バトルロイヤルにて18号をナンパするも断られる。試合開始と同時に真っ先に18号に攻撃を仕掛けるが横蹴り一発で吹き飛ばされ場外負けとなる。本来なら第8試合でヤムーの対戦相手。
名前の由来はジュエル」（宝石）から。

マイティマスク

オトナの部に出場。第24回大会では1回戦負け。第25回大会では対戦順のくじ引き前、一般の部に出場しようと目論んだトランクスと孫悟天に気絶させられ、服を奪われてなりすまされた。目・鼻・口のみ露出する覆面と、厚手の服装をしている。女性の好みにはうるさいと発言。アニメではバトルロイヤルでの声援の少なさやキーラの口ぶりなどから実力は出場選手の中でかなり低いようで、トランクスからも「よっぽど人気がなかったんだな」と言われる。
彼になりすましたトランクスと悟天は、バトルロイヤルにて18号の気円斬により衣装を裂かれ、2人で試合をしていたことがばれて失格。
名前は鳥山曰く「マイティマウス」から名前の雰囲気を頂いた。

#### 第28回大会
猛血虎（もうけっこ）
声 - 幸野善之（Z）、荒井聡太（改）
第27回・第28回天下一武道会に出場。身長230cmを誇る実力者。第27回では準決勝でブウに敗れてベスト4。第28回では第一回戦にてパンをなめてかかっていたがあっさりと敗れる。アニメでは試合前にパンを平気で泣かせていたが、このことがきっかけでパンとの仲の悪さが強調されている。
『ドラゴンボールGT』では、パンの回想シーンにも登場していた。
名前の由来は「もう結構」から。

オトコスキー
声 - 藤本たかひろ（改）
第5試合のトランクスの対戦相手。その名の通り男色家であり、オネエ言葉で話す。トランクスが好みである。
『ドラゴンボールGT』では、カプセルコーポレーションの社長となったトランクスへ黄色い歓声を送っている女性社員の中に、彼に酷似した男性社員が混ざっていた。

キラーノ
声 - 松本大督（改）
第5試合のキャプテン・チキンの対戦相手。美形。悟空が言う「すごいヤツ（ウーブ）」を、ベジータは彼のことだと思っていた。

キャプテン・チキン

派手な衣装を身に付け、顔上半分を覆面で隠した選手。原作では台詞はなかったが、アニメでは悟空とウーブの試合を見てノックとともに逃走。その際「正義の使者キャプテン・チキン」と称している。
名前の由来は、「キャプテン・アメリカ」のニワトリ版のイメージ。

ノック
声 - 根本幸多（改）
バンダナをした選手。第6試合の対戦相手であるベジータに挨拶（挑発）するものの、軽く殴り飛ばされ塀（アニメでは衝立）に衝突し、棄権扱いとされた。アニメではその後、悟空とウーブの試合を見てキャプテン・チキンとともに逃走。

#### その他
アックマン
声 - 池水通洋
第21回大会以前に2度の優勝経験を持つ達人であることが、亀仙人から語られた。

ラオチュウ
声 - 佐藤正治
アニメオリジナルキャラクター。ライムによると若いころに出場したことがあるらしい。年老いた彼の実力もサイボーグ桃白白に善戦できるほどだった。ミスター・サタン登場後にセル、孫悟空、孫悟飯の桁違いの実力を見抜いた数少ない人物。

## ドラゴンボールGT
以下はアニメオリジナルの『ドラゴンボールGT』にて行われた。
- 大会名不明
  - エイジ789頃開催[22]。
  - 身長によって子供と大人が別れていたため孫悟空は子供の部に入った。
  - 子供の部優勝：マグーレ、準優勝：孫悟空
  - 大人の部優勝：パパイヤマン（ウーブ）
  - スペシャルマッチ：優勝したパパイヤマンとミスター・サタンの対決。融合してウーブの中にいるミスター・ブウの制止によりサタンの勝利。
- 大会名不明
  - エイジ889頃開催[22]。
  - 勝者不明（悟空とベジータの子孫同士の決勝戦）

### 関連人物
マグーレ
声 - 吉本収一郎
少年の部決勝戦で悟空と対戦。ひ弱な性格であり、悟空と闘いたがり係員を吹き飛ばすベジータを見て恐怖し逃げ出そうとするものの悟空と衝突。そのまま悟空を蹴り、場外へくすぐり落とし優勝。

パパイヤマン
声 - 私市淳
オトナの部に参加した謎の覆面選手。その正体は「恥ずかしい」という理由で正体を隠していたウーブであり、決勝戦で正体を現した。

エビッチ・リー
声 - 稲田徹
オトナの部でパパイヤマンと対戦。あっさりと降参する。

## テーマソング
めざせ天下一
歌：高橋洋樹 / 作詞：吉田健美 / 作曲：池毅 / 編曲：京田誠一
挿入歌としても使用された。
想い出の天下一武道会
歌：POCHI / 作詞・作曲：池毅 / 編曲：藤原いくろう

## その他
- ファミリーコンピュータゲーム『ドラゴンボール3 悟空伝』では、己を倒す武道家の出現を恐れたピッコロ大魔王によって消し去られており、ドラゴンボールで天下一武道会を復活させることが目的となっている。そのため作中に登場する大会は第21回大会が腕自慢武道会、第22回大会が世界武道選手権と名前が変更されており、第23回大会に当たる大会は悟空がドラゴンボールに願い復活させて初の天下一武道会となった。
- 『ドラゴンボールZ』以降に発売されたコンピュータゲームでは最大8人まで参加できるモードとして登場することがある。また最近[いつ?]の作品では特定のルールが設定されているオンライン対戦によるモードになっていることも多い。
- 第21回天下一武道会会場に来ていた観客の中に、鳥山がバリで世話になったワヤン・ブディアサをモデルにした人物が登場している[23]。
- 第22回天下一武道会の予選ではゲーム『ドラゴンクエストII 悪霊の神々』で鳥山がデザインしたモンスターが多数出場している。鳥山によると気に入ったので登場させたとのこと[24]。
- 鳥山明によると、天下一武道会は誰が勝負で勝つか決めていなかったので自分でもハラハラしながら描いており、最初の予定では第21回大会の優勝はベタに主人公の悟空だと思っていたという[25]。しかし誰が優勝するかを予想する読者アンケートで悟空が1位を獲得したため、天邪鬼な鳥山は「みんなが思う通りにはしたくない」と、悟空が優勝しないアイデアを考えた[26]。
- トリノオリンピックの時期に2006年のYahooスポーツの特集記事で「もしあなたが生まれ変わり、しかも天才的な運動神経をもったとしたら、どの国際（的）大会に出場したい?」というアンケート[27]が行われたが、「夏季オリンピック」「冬季オリンピック」「FIFAワールドカップ」「MLBワールドシリーズ」「NFLスーパーボウル」「NBAファイナル」「F1グランプリ」「マスターズゴルフ」などとともに、架空の大会である「天下一武道会」がノミネートされていた。「天下一武道会」は全投票（有効投票総数13636票）の半分以上（51%）を獲得し、現実の大会を大きく引き離した（2位の「FIFAワールドカップ」は15%）。実際にK-1ワールドグランプリは天下一武道会を手本にしている（基本的なルール・コンセプトは同じ）。
- 沖縄のキックボクシングジム「ワイルドシーサー」では定期的に「天下一武道会」というイベントを行っている。

## 類似の大会
天下一武道会がほとんど登場しない『ドラゴンボールZ』では、それを模した大会がいくつか描かれた。
セルゲーム
セルが開催した大会。セル自身は天下一武道会を再現したつもりである。アニメでも当初「新・天下一武道会」と呼称されていた。本来の天下一武道会とは性質が大きく異なり、会場は武舞台のみで、セルひとりに対して他の参加者が次々挑んでいくというものである。ルールは片方が武舞台から落ちた場合、降参した場合、重傷などの理由で試合続行が不可能となった場合が負けとなり、従来の天下一武道会とほぼ同じだが、決定的に違うのは、相手を殺害しても勝利とみなされる点である。また、10カウントノックダウンについては言及されていない。本来の天下一武道会のように優勝賞金をセルが用意した言及・形跡も無く、参加者全員がセルに勝てなければ地球人全てが1人も残らずセルによって殺害されると宣言された。最終的に悟飯がセルを倒したが、悟飯たちが場を去って真相を知る者が誰もいなくなったのを幸いとばかりにサタンがマスコミに「セルを倒したのは私だ」と吹聴したため、世間的にはサタンがセルに勝利した扱いにされた。

あの世一武道会
アニメオリジナル。劇場版『ドラゴンボールZ 復活のフュージョン!!悟空とベジータ』にも登場。大界王が主催する各銀河の一流武道家の故人が参加する武道大会。

大武術大会
劇場版第3作目『ドラゴンボール 摩訶不思議大冒険』オリジナル。ミーファン帝国で開かれる武道大会で、天下一武道会に近いルールとなっている。
天下一大武道大会
劇場版第12作目『ドラゴンボールZ 銀河ギリギリ!!ぶっちぎりの凄い奴』オリジナル。世界一の大富豪ギョーサン・マネーが4銀河の宇宙人（実際はミスター・サタンの弟子による扮装）をゲストとして招き開催し、様々な趣向を凝らした武術大会。

第6宇宙・第7宇宙破壊神選抜格闘試合
『ドラゴンボール超』に登場。ルールは概ね天下一武道会と同じで、事前に簡単なペーパーテストが行われる。10カウントルールは存在せず、ダウン時には審判の判断で勝敗の判定が行われる。開催地は中立空間に浮かぶ名前の無い星で、会場はドームに覆われている。

力の大会
『ドラゴンボール超』に登場。全王が主催する、第1宇宙から第12宇宙までのうち8つの宇宙が参加する武道大会。各宇宙より選ばれた10人ずつの戦士、総勢80名が一堂に会して戦うバトルロイヤル。開催地は無の界で、そこに作られた広い武舞台で戦う。対戦相手を場外に落とせば勝利となる。禁止事項は術以外の武器の使用、相手を死亡させること、舞空術など空中を浮遊する技の3つ。制限時間は100タック（地球での48分ほどに相当）で、制限時間までに残っている人数の多い宇宙が優勝となる。最優秀選手には超ドラゴンボールが与えられ、敗退した宇宙は全王に消されるルールになっている。

ヤムチャゲーム
ゲーム『ドラゴンボールZ Sparking! METEOR』および『ドラゴンボール Sparking! ZERO』オリジナル。名前通りヤムチャが主催を務めている。ゲーム内での具体的なルールは使用するキャラクターが（カスタマイズ含め）ランダムになること。

時空一武道会
ゲーム『ドラゴンボールフュージョンズ』オリジナル。

天下一食おう会
アニメ『トリコ×ONE PIECE×ドラゴンボールZ 超コラボスペシャル!!』（2013年4月7日放送）に登場。IGO（国際グルメ機構）が主催する。

## パロディ
天下一漫画賞
『週刊少年ジャンプ』の月例新人漫画賞。

お笑い天下一武道会
吉本のライブイベントの一つ。

天下一文闘会
シリーズ構成を務めた小山高生が代表の脚本家集団「ぶらざあのっぽ」主催のアニメシナリオコンテスト。

最強偉人闘技会
フジテレビの番組『日本偉人大賞2007 歴史を変えた超エライ人スペシャル』との連動企画で、天下一武道会の会場を使い、第一回最強偉人闘技会として日本史上の偉人同士が戦うという内容が放送された（アニメの映像は新規作画による）。参加者は、武蔵坊弁慶、卑弥呼、聖徳太子、天草四郎で結果は 優勝が聖徳太子、準優勝が武蔵坊弁慶。弁慶と天草四郎が武器を使ったり、天草四郎が場外に出たり、弁慶が仁王立ちで死亡しても勝者の聖徳太子が失格にならなかったりと、あくまで「最強偉人闘技会」であって、天下一武道会のルールを採用しているわけではない。試合途中では、筋斗雲に乗るアナウンサーの三宅正治の横でゲストとして試合を観戦していた悟空が『ドラゴンボール』DVDの単巻発売のアナウンスを行い、宣伝までしていた。